# Montville, Seine-Maritime

Montville este o comună în departamentul Seine-Maritime, Franța. În 1 ianuarie 2022 avea o populație de 4.618 de locuitori.